# 2008년 센트럴 리그 클라이맥스 시리즈
2008년 센트럴 리그 클라이맥스 시리즈(일본어: 2008年のセントラル・リーグクライマックスシリーズ, 영어: 2008 Central League Climax Series)는 2008년 10월에 개최된 일본 프로 야구 센트럴 리그의 클라이맥스 시리즈 경기이며, 이 경기에서의 경기 결과와 성적에 대해 설명한다.

## 개요
클라이맥스 시리즈란 일본 시리즈 출전권을 쥔 플레이 오프 토너먼트 제도이다. 출전 팀은 전년도와 같은 3개 구단이 확정됐다.

### 제 1 스테이지
2008년 일본 프로야구 센트럴 리그 2위인 한신 타이거스와 주니치 드래건스 사이의 경기로 3전 2선승제로 개최했다.
- 일시 : 10월 18일부터 10월 20일 (제 1 스테이지가 제 2 스테이지 시작일인 21일까지 마무리 되지 않을 경우 이루어지지 않은 경기를 중단하고 승이 더 많은 팀이 진출하게 된다. 단, 승점이 같을 시 정규 시즌 2위 팀인 한신 타이거스가 우선 진출한다.)
- 구장 : 교세라 돔 (한신 타이거스의 홈 구장인 한신 고시엔 구장의 개장 공사로 인한 조치로, 퍼시픽 리그 클라이맥스 시리즈 제 1 스테이지와 동일 장소에서 치러진다. )

### 제 2 스테이지
2007년 일본 프로야구 센트럴 리그 우승팀인 요미우리 자이언츠와 제 1 스테이지 승리팀인 주니치 드래건스 사이의 경기로 6전 4선승제(정규 시즌 1위팀인 요미우리에 1승 어드밴티지)로 개최했다.
- 일시 : 10월 22일부터 10월 27일 (예비일인 10월 29일까지 스테이지가 마무리 되지 않을 경우 남은 경기를 중단하고 승리가 더 많은 팀, 동일 할 시 정규 시즌 우승팀인 요미우리 자이언츠가 일본 시리즈에 진출한다.)
- 구장 : 도쿄 돔

### 스폰서
- KDDI
- 이토요 카드
- 굳이어

## 클라이맥스 시리즈 참가 팀 및 감독
| 팀 순위       | 소속              | 감독              |
| ------------- | ----------------- | ----------------- |
| 정규 리그 1위 | 요미우리 자이언츠 | 하라 다쓰노리     |
| 정규 리그 2위 | 한신 타이거스     | 오카다 아키노부   |
| 정규 리그 3위 | 주니치 드래건스   | 오치아이 히로미쓰 |

### 대진표
|  | 1st스테이지（준결승） | 1st스테이지（준결승） |                        |       | 2nd스테이지（결승） | 2nd스테이지（결승） |
|  |                       |                       |                        |       |                     |                     |
|  |                       |                       |                        |       |                     |                     |
|  |                       |                       |                        |       |                     |                     |
|  |                       |                       |                        |       |                     |                     |
|  |                       |                       | （6전4승제） 도쿄 돔   |       |                     |                     |
|  |                       |                       |                        |       |                     |                     |
|  | 요미우리              | ☆●○△○                 |                        |       |                     |                     |
|  | 요미우리              | ☆●○△○                 | （3전2승제） 교세라 돔 |       |                     |                     |
|  |                       |                       | 주니치                 | ★○●△● |                     |                     |
|  | 한신                  | ●○●                   | 주니치                 | ★○●△● |                     |                     |
|  | 한신                  | ●○●                   |                        |       |                     |                     |
|  | 주니치                | ○●○                   |                        |       |                     |                     |
|  | 주니치                | ○●○                   |                        |       |                     |                     |
|  |                       |                       |                        |       |                     |                     |
|  |                       |                       |                        |       |                     |                     |
|  |                       |                       |                        |       |                     |                     |
|  |                       |                       |                        |       |                     |                     |

- ☆・★ = 제 2 스테이지 어드밴티지 부여에 따라 우선 승패를 나눠 가져감.

## 경기 일정

### 제 1 스테이지
- 1차전 : 10월 18일
- 2차전 : 10월 19일
- 3차전 : 10월 20일

### 제 2 스테이지
- 1차전 : 10월 22일
- 2차전 : 10월 23일
- 3차전 : 10월 24일
- 4차전 : 10월 25일

## 경기 결과

### 제 1 스테이지

#### 1차전
- 10월 18일 - 교세라 돔

| 팀 | 1 | 2 | 3 | 4 | 5 | 6 | 7 | 8 | 9 | R | H | E |
| 주니치 | 1 | 0 | 0 | 0 | 1 | 0 | 0 | 0 | 0 | 2 | 5 | 0 |
| 한신 | 0 | 0 | 0 | 0 | 0 | 0 | 0 | 0 | 0 | 0 | 6 | 0 |
| 승리 투수: 가와카미 겐신(1-0) 패전 투수: 안도 유야(0-1) 세이브: 이와세 히토키(1S) 홈런: 주니치 – 모리노 마사히코(5회 1점) |   |   |   |   |   |   |   |   |   |   |   |   |

#### 2차전
- 10월 19일 - 교세라 돔

| 팀 | 1 | 2 | 3 | 4 | 5 | 6 | 7 | 8 | 9 | R | H  | E |
| 주니치 | 0 | 1 | 0 | 0 | 0 | 1 | 0 | 1 | 0 | 3 | 10 | 0 |
| 한신 | 4 | 0 | 0 | 0 | 0 | 3 | 0 | 0 | X | 7 | 11 | 0 |
| 승리 투수: 시모야나기 쓰요시(1-0) 패전 투수: 천웨이인(0-1) 홈런: 주니치 – 모리노 마사히코(6회 1점). 타이론 우즈(8회 1점) 한신 – 도리타니 다카시(1회 3점, 6회 1점) |   |   |   |   |   |   |   |   |   |   |    |   |

#### 3차전
- 10월 20일 - 교세라 돔

| 팀 | 1 | 2 | 3 | 4 | 5 | 6 | 7 | 8 | 9 | R | H | E |
| 주니치 | 0 | 0 | 0 | 0 | 0 | 0 | 0 | 0 | 2 | 2 | 4 | 3 |
| 한신 | 0 | 0 | 0 | 0 | 0 | 0 | 0 | 0 | 0 | 0 | 4 | 2 |
| 승리 투수: 요시미 가즈키(1-0) 패전 투수: 후지카와 규지(0-1) 세이브: 이와세 히토키(2S) 홈런: 주니치 – 타이론 우즈(9회 2점) |   |   |   |   |   |   |   |   |   |   |   |   |

### 제 2 스테이지

#### 1차전
- 10월 22일 - 도쿄 돔

| 팀 | 1 | 2 | 3 | 4 | 5 | 6 | 7 | 8 | 9 | R | H | E |
| 주니치 | 2 | 0 | 0 | 0 | 1 | 0 | 0 | 0 | 1 | 4 | 9 | 0 |
| 요미우리 | 1 | 0 | 0 | 1 | 1 | 0 | 0 | 0 | 0 | 3 | 7 | 1 |
| 승리 투수: 고바야시 마사토(1-0) 패전 투수: 마크 크룬(0-1) 세이브: 이와세 히토키(1S) 홈런: 주니치 – 이병규(1회 1점), 타이론 우즈(1회 1점) 요미우리 – 다니 요시토모(4회 1점) |   |   |   |   |   |   |   |   |   |   |   |   |

#### 2차전
- 10월 23일 - 도쿄 돔

| 팀 | 1 | 2 | 3 | 4 | 5 | 6 | 7 | 8 | 9 | R  | H  | E |
| 주니치 | 1 | 0 | 1 | 0 | 0 | 0 | 0 | 0 | 0 | 2  | 5  | 0 |
| 요미우리 | 2 | 4 | 0 | 2 | 0 | 0 | 1 | 2 | X | 11 | 17 | 0 |
| 승리 투수: 우에하라 고지(1-0) 패전 투수: 아사쿠라 겐타(0-1) 홈런: 주니치 – 모리노 마사히코(1회 1점), 히라타 료스케(4회 1점) 요미우리 – 오가사와라 미치히로(1회 2점. 4회 만루), 알렉스 라미레스(4회 2점), 이승엽(7회 1점) |   |   |   |   |   |   |   |   |   |    |    |   |

#### 3차전
- 10월 24일 - 도쿄 돔

| 팀 | 1 | 2 | 3 | 4 | 5 | 6 | 7 | 8 | 9 | 10 | 11 | 12 | R | H | E |
| 주니치 | 0 | 0 | 0 | 3 | 0 | 0 | 0 | 1 | 1 | 0  | 0  | 0  | 5 | 8 | 0 |
| 요미우리 | 0 | 0 | 1 | 0 | 0 | 4 | 0 | 0 | 0 | 0  | 0  | 0  | 5 | 8 | 0 |
| 승리 투수: 패전 투수: 홈런: 주니치 – 와다 가즈히로(4회 2점), 타이론 우즈(8회 1점) 요미우리 – 쓰루오카 가즈나리(3회 1점), 이승엽(6회 3점) |   |   |   |   |   |   |   |   |   |    |    |    |   |   |   |

#### 4차전
- 10월 25일 - 도쿄 돔

| 팀 | 1 | 2 | 3 | 4 | 5 | 6 | 7 | 8 | 9 | R | H  | E |
| 주니치 | 0 | 0 | 0 | 0 | 0 | 1 | 0 | 1 | 0 | 2 | 7  | 0 |
| 요미우리 | 0 | 0 | 0 | 2 | 0 | 0 | 0 | 4 | X | 6 | 11 | 0 |
| 승리 투수: 마크 크룬(1-1) 패전 투수: 다카나시 아키후미(0-1) 홈런: 주니치 – 타이론 우즈(6회 1점) 요미우리 – 알렉스 라미레스(8회 2점) |   |   |   |   |   |   |   |   |   |   |    |   |

## 수상 선수
- MVP : 알렉스 라미레스 (요미우리 자이언츠)

MVP는 마이니치 신문사에서 상금 100만엔, 굿이어에서 타이어 한 세트를 증정받는다.

## 같이 보기
- 2008년 퍼시픽 리그 클라이맥스 시리즈
- 2008년 일본 시리즈